# Acrocephalus syrinx
Acrocephalus syrinx е вид птица от семейство Acrocephalidae. Видът е незастрашен от изчезване.

## Разпространение
Разпространен е в Микронезия.